# Assassinat de Château-Royal

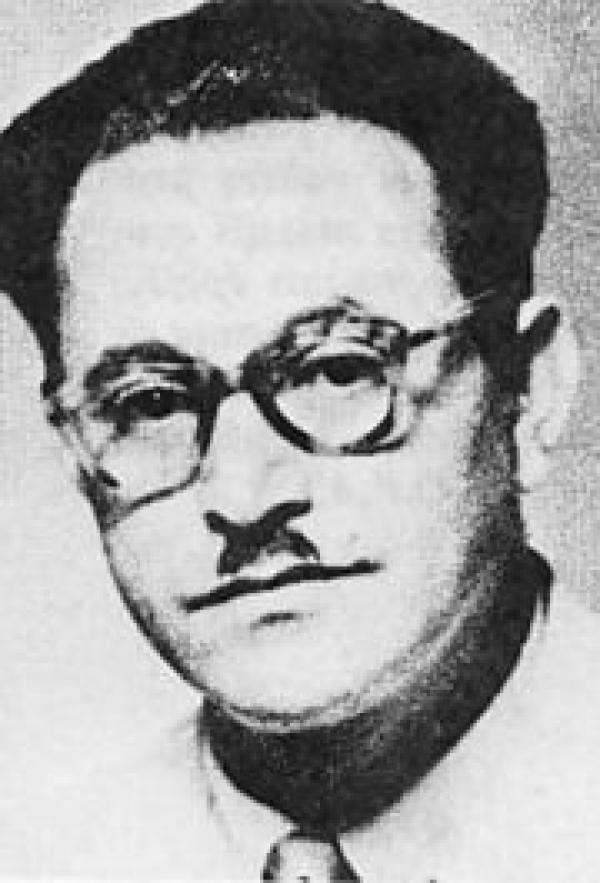

L'assassinat de Château-Royal a eu lieu à la fin de la guerre d'Algérie :  le 15 mars 1962, six dirigeants des centres sociaux éducatifs d'Algérie ont été tués par un commando Delta de l'OAS.

## Histoire
Les centres sociaux éducatifs (CSE) d'Algérie ont été fondés en 1955 par Germaine Tillion à la demande du gouverneur général d'Algérie, Jacques Soustelle. Destinés à lutter contre le déficit de scolarisation des enfants d’origine  « indigène », ils étaient gérés par le ministère de l’Éducation nationale. Leur objectif était de fournir un enseignement de base en arabe et en français, ainsi qu'une formation professionnelle. Ils prenaient également en charge des problèmes sanitaires et sociaux. Très rapidement, les autorités militaires accusent les centres sociaux d'être noyautés par les mouvements insurrectionnels. En 1956, puis en 1959, une trentaine de membres des CSE sont ainsi arrêtés. La justice les relaxera, sauf quatre d'entre eux qui seront condamnés à de courtes peines de prison.
Le 15 mars 1962, six dirigeants de ces centres étaient réunis au centre social de Château-Royal dans la commune  d'El-Biar, près d'Alger. À 10 h 45 un « commando Delta », sous la direction présumée de Roger Degueldre, pénètre dans la salle de réunion et fait sortir les six hommes du bâtiment. Ceux-ci sont alignés contre un mur de la cour et abattus à l'arme automatique.
Les victimes étaient :
- Marcel Basset, directeur du Centre de formation de l'éducation de base à Tixeraïne (CSE d'Algérie) ;
- Robert Eymard, ancien instituteur et chef du bureau d'études pédagogiques aux CSE ;
- Mouloud Feraoun, directeur adjoint au chef de service des CSE, ancien instituteur et écrivain ;
- Ali Hammoutène, inspecteur de l'Éducation nationale, directeur adjoint aux CSE et ancien instituteur ;
- Max Marchand (né en 1911), inspecteur d'académie, chef de service aux CSE et ancien instituteur ;
- Salah Ould Aoudia, ancien instituteur et inspecteur des centres de la région Alger Est.